# Alba (revista)
Alba es el título de una revista poética, en gallego y castellano, editada en la La Coruña, primero, y Vigo, entre 1948 y 1956, bajo la dirección de Ramón González-Alegre Bálgoma (1920-1968). Alcanzó un total de 16 números.
A lo largo de la publicación, la dirección de Ramón González-Alegre estuvo compartida con el juez y poeta vigués Otto José Cameselle Barcia (1921-1976) desde el cuarto número, y por un consejo de dirección entre los números 10 y 13, para volver a ser asumida en exclusiva a partir del número 14.
Se sabe que la revista se creó en La Coruña porque allí trabajaban González Alegre y Alfonso Alcaraz, que inspiraron la edición de Alba, y que pasó a editarse en Vigo a partir de 1949 porque González Alegre fue trasladado a esta ciudad por la empresa para la que trabajaba, y allí conoció a Cameselle. No constan razones del cese de la publicación, y el propio González Alegre solo dice que 

Por estas fechas nacieron otras revistas de poesía en Galicia, 'Xistral', de Lugo, y 'Aturuxo', de El Ferrol, por lo que 'Alba' entendió cumplida su misión

 Fue reeditada como facsímil en 1995 por el Centro Ramón Piñeiro.

## Estructura
La publicación no tuvo periodicidad fija: entre 1948 y 1949 aparecieron 3 números; en 1950, 3; en 1952, 4; en 1953 y 1954, un número cada año. Tampoco fue fijo su formato ni el número de páginas, que varió entre extremos de 8-10 hasta 48-50 páginas; en muchos casos sin paginar. Incluso carecen de fecha hasta el número 9.
La mayor parte del contenido fue poesía pero también incluyó, ya a partir del 2º número, textos en prosa. Nació con el subtítulo de "Hojas de poesía" que cambió a partir del cuarto número, ya editado en Vigo, por "Poesía y prosa" y en el quinto y siguientes por "Verso y prosa". 
Salvo en casos excepcionales, la única ilustración de la revista era la que aparecía en la portada, que se repite en los tres primeros números y, a partir de ahí, es diferente en todos los siguientes. A partir del número 14, las distintas secciones en las que se dividía se abren con su respectiva ilustración. Entre los ilustradores cabe citar a Luis Seoane, José Sesto, Prego de Oliver o Suárez Llanos.